# …And the Circus Leaves Town
…And the Circus Leaves Town je čtvrté a zároveň poslední studiové album stoner rockové skupiny Kyuss vydané 11. 6. 1995. Přibližně o čtyři měsíce později se kapela rozpadla. Album obsahuje 12 skladeb a další bonusové, které jsou součástí poslední písně.

## Seznam skladeb
1. „Hurricane“ (2:42)
2. „One Inch Man“ (3:30)
3. „Thee Ol' Boozeroony“ (2:47)
4. „Gloria Lewis“ (4:02)
5. „Phototropic“ (5:13)
6. „El Rodeo“ (5:35)
7. „Jumbo Blimp Jumbo“ (4:39)
8. „Tangy Zizzle“ (2:38)
9. „Size Queen“ (3:46)
10. „Catamaran“ (3:00)
11. „Spaceship Landing“ (34:04) (i s bonusovými skladbami)

## Obsazení
- John Garcia - zpěv
- Josh Homme - kytara
- Scott Reeder - baskytara
- Alfredo Hernández - bicí